# Metarthrodes
Metarthrodes is een geslacht van hooiwagens uit de familie Gonyleptidae.
De wetenschappelijke naam Metarthrodes is voor het eerst geldig gepubliceerd door Roewer in 1913. 

## Soorten
Metarthrodes omvat de volgende 9 soorten:
- Metarthrodes albotaeniatus
- Metarthrodes bimaculatus
- Metarthrodes hamatus
- Metarthrodes laetabundus
- Metarthrodes leucopygus
- Metarthrodes longipes
- Metarthrodes nigrigranulatus
- Metarthrodes pulcherrimus
- Metarthrodes xango